# Bairro da Pasteleira

O Bairro da Pasteleira localiza-se entre as ruas de João Rodrigues Cabrilho, Bartolomeu Velho, e João de Barros, na freguesia de Lordelo do Ouro, junto do parque Urbano da Pasteleira popularmente conhecido como Mata da Pasteleira e do Parque de Serralves, bem como da nova urbanização de iniciativa pública da Pasteleira concluída em 2001.
Bairro de habitação social construído entre 1957 e 1960 no âmbito do Plano de Melhoramentos para a Cidade do Porto 1956-66 (Decreto-Lei n.º 40616/56 de 28 de Maio) constituído por 27 blocos de habitação plurifamiliar (de cércea dominante com 4 pisos) com 608 fogos. Entra-se no bairro pelas ruas de Afonso de Aveiro, António Mariz Carneiro, Luis Serrão Pimentel, Nicolau Coelho e ainda pelo largo Diogo Gomes.
Tendo um clube do bairro, a Associação Desportiva e Recreativa da Pasteleira, que aposta nas camadas jovens sendo que os seniores actuam na Divisão de Honra no Campeonato Distrital do Porto de Futebol. Neste campo jogam, também, as camadas jovens do Boavista FC sempre que existem jogos do campeonato nacional da categoria.